# Ledce (Mladá Boleslav-i járás)
Ledce település Csehországban, a Mladá Boleslav-i járásban. Ledce Seletice, Košík, Kobylnice, Žerčice, Ujkovice, Prodašice és Pěčice településekkel határos. Lakosainak száma 414 fő (2024. január 1.).

## Népesség
A település lakosságának változását az alábbi diagram mutatja:
| Lakosok száma | 391  | 360  | 390  | 303  | 309  | 302  | 387  | 373  | 385  | 414  |
|               | 1869 | 1890 | 1921 | 1950 | 1980 | 2001 | 2017 | 2019 | 2022 | 2024 |